# Перістерія висока
Перістерія висока, орхідея-голуб, квітка Святого Духа (англ. Flower of the Holy Spirit, лат. Peristeria elata) — вид квіткових рослин родини орхідні (Orchidaceae).

## Поширення
Рослина має обмежений ареал і зустрічається в дикому вигляді лише на невеликій ділянці гірської гряди на території Панами. Є дані, що вид знаходили в Колумбії та Еквадорі.
В даний час в природі чисельність цього виду досягла критичного рівня, він майже зник з природних місць мешкання і перебуває під суворим контролем міжнародних природоохоронних конвенцій. Це пов'язано з сильним винищенням її місцевим населенням як культової та декоративної орхідеї.

## Опис
Зростає з великої овальної псевдобульби, листя велике — до 1 метра у висоту і до 15 см завширшки. На квітконосі з'являється від 4 до 12 відносно невеликих квіток з відтінком білого мармуру і фіолетовими і бузковими вкрапленнями. Усередині кожного бутона знаходяться пелюстки просто вражаюче схожі на маленького голуба, що сидить у гнізді.
Перистерія висока добре культивується і відносно не погано почуває себе в домашніх умовах, але знайти її у продажу аж ніяк не просто.
Перистерія є національною квіткою Панами. У перекладі з грецької «Перистерія» означає голубинна, також часто її називають «квіткою Святого Духа».